# 哥川
哥川（かせん、1716年? - 1776年?）は、江戸時代の三国湊の遊里の遊女、俳人。
遊女としての名は「泊瀬川（または長谷川）」本名は「ぎん」。
当時の三国の遊里は、松ヶ下、上新町、出村の三箇所であったが、いわゆる「遊廓」のように囲まれた地域であったわけではない。また三国の遊女は「小女郎」と呼ばれ、廓の「太夫」と同格の芸教養と格式、品格を持つ者とされていた。江戸時代の三国湊は「北前船」の寄港する土地として、栄え、三国の遊里には多くの豪商や船主が足を運んだ。
哥川は、三国出村の「荒町屋」抱えの遊女で、永正寺の住職・第17世の永言（俳名・杉原巴浪）に俳諧と書を学び、能書家としても知られていた。加賀千代女ら、他国の俳人との交流もあった。
遊女を退く3年前（22歳頃？）、客に誘われ、楼主の許しを得て江戸に下り、江戸の俳人達と交流を持った。100日余りの滞在で、俳諧、茶の湯、琴、香、花などでもてなしている。
まだ年期（遊女としての奉公期間）の明けないうちに遊里を出て、旅先にて長い滞在をしたのは当時の遊里の常識からは異例のことである。これには、彼女が楼主と養女または養女格といった深い信頼関係で結ばれていた可能性、または自身でお金を積んで、身内を楼内に預けて出かけたなどの説がある。また、当時の三国の遊里には、そのような事情・哥川という存在を許す雰囲気があったとも考えられる。
遊女を退いた後は「豊田屋」という遊女屋のあるじとなる。その後、「二代目長谷川」に店を譲って出家。「瀧谷寺」の境内に庵を結び、隠棲した。墓は永正寺にある。
- 梅が香や その一筋の 道ゆかし
- おく底の しれぬ寒さや 海の音

## 文献
- 中島道子『越前三国湊の俳人--遊女哥川』（渓声出版、1985年）
- 門玲子『江戸女流文学の発見』（藤原書店、1998年）